# Tapas Posman
Tapas Posman (16 ottobre 1973) è un ex calciatore papuano, di ruolo portiere.

## Carriera

### Nazionale
Ha debuttato in Nazionale il 18 marzo 2002, in Papua Nuova Guinea-Samoa Americane (7-0), gara in cui ha siglato la rete del momentaneo 3-0 al minuto 32. Ha partecipato, con la Nazionale, alla Coppa d'Oceania 2002. Ha collezionato in totale, con la maglia della Nazionale, 7 presenze, 8 reti subite e una rete segnata.